# CA.R.C.

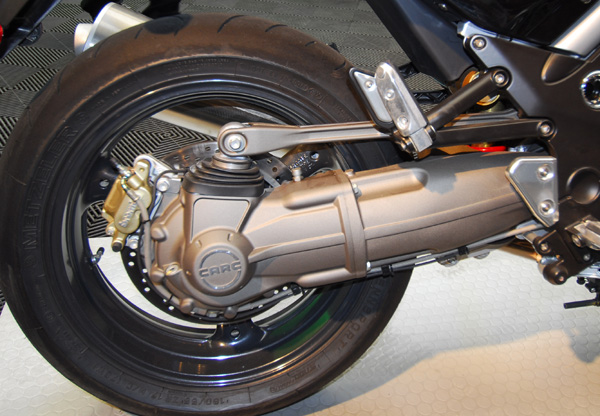
Il sistema CA.R.C. sulla Moto Guzzi Griso

Il CA.R.C., acronimo di cardano reattivo compatto, è un sistema di trasmissione cardanica a quadrilatero articolato, ideato e realizzato dai tecnici della Moto Guzzi nel 2003.
Dopo qualche anno di studio e sperimentazione il nuovo sistema CA.R.C. venne definito e protetto con brevetto internazionale, depositato con il numero US-6.932.178-B2 il 23 agosto 2005, e montato su alcuni modelli di motocicletta della produzione Moto Guzzi a partire dal 2005. Storicamente la prima casa motociclistica a montare una trasmissione a cardano fu la BMW nel 1923.

## Caratteristiche

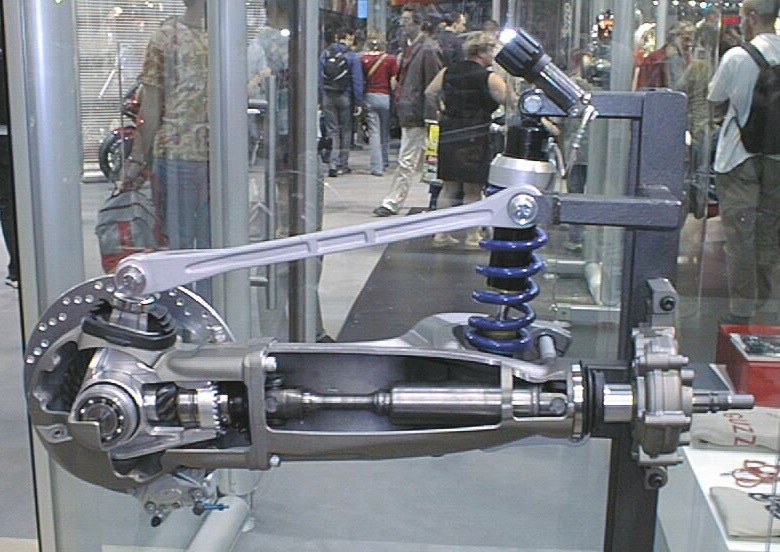
Il CARC system presentato a Parigi nel 2003

Nel sistema CA.R.C., il bilanciere inferiore è privo di articolazioni e funge da forcellone posteriore e da carter per il meccanismo di trasmissione, mentre il bilanciere superiore (asta di reazione) viene escluso da ogni funzione portante.
Il meccanismo della trasmissione cardanica è racchiuso nel forcellone-carter, monolitico in lega di alluminio, all'interno del quale il pignone e l'albero di trasmissione possono oscillare, essendo quest'ultimo dotato di un doppio giunto cardanico con parastrappi torsionale incorporato.
Oltre ad ottimizzare i tempi e la continuità di risposta della trasmissione, in accelerazione e decelerazione, la miglioria più evidente consiste nell'eliminazione dell'effetto di sollevamento (anti-shaft), tipico delle trasmissioni cardaniche e responsabile, nelle motociclette, delle perdite di aderenza che provocano avvertibili saltellamenti della ruota posteriore, sia in accelerazione che in decelerazione.